# 克劳迪亚·里韦罗·莫登斯
克劳迪亚·里韦罗·莫登斯（Claudia Rivero Modenesi，1986年11月28日—），秘魯女子羽毛球運動員。

## 簡歷
2008年，克劳迪亚·里韦罗·莫登斯代表秘魯出戰北京奥运会羽毛球女子單打比賽，在首圈輪空，直接晉身第二圈，最後以0比2（6-21、9-21）負於法國的皮红艳出局。
2012年，克劳迪亚·里韦罗·莫登斯代表秘魯出戰英國倫敦舉行的奥林匹克运动会羽毛球比賽女子單打項目，在小組賽階段先後以0比2負於中國的李雪芮和西班牙的卡罗列娜·马琳，兩戰全敗出局。

## 主要比賽成績
只列出曾進入準決賽的國際賽事成績：
| 年份   | 賽事                   | 公開賽級別 | 項目     | 拍檔                   | 成績   |
| ------ | ---------------------- | ---------- | -------- | ---------------------- | ------ |
| 2001年 | 泛美洲羽毛球錦標賽     | 其他       | 女子雙打 | 克里斯蒂娜·艾卡迪      | 季軍   |
| 2005年 | 泛美洲羽毛球錦標賽     | 其他       | 女子雙打 | 克里斯蒂娜·艾卡迪      | 季軍   |
| 2007年 | 泛美洲羽毛球錦標賽     | 其他       | 女子單打 | －                     | 季軍   |
| 2007年 | 泛美洲羽毛球錦標賽     | 其他       | 女子雙打 | 克里斯蒂娜·艾卡迪      | 亞軍   |
| 2007年 | 泛美運動會羽毛球比賽   | 其他       | 女子單打 | －                     | 銅牌   |
| 2007年 | 泛美運動會羽毛球比賽   | 其他       | 混合雙打 | 罗德里戈·帕切科        | 銅牌   |
| 2008年 | 泛美洲羽毛球錦標賽     | 其他       | 混合團體 | －                     | 亞軍   |
| 2008年 | 泛美洲羽毛球錦標賽     | 其他       | 女子單打 | －                     | 冠軍   |
| 2008年 | 泛美洲羽毛球錦標賽     | 其他       | 女子雙打 | 克里斯蒂娜·艾卡迪      | 冠軍   |
| 2009年 | 秘魯羽毛球國際賽       | 國際系列賽 | 女子單打 | －                     | 冠軍   |
| 2009年 | 秘魯羽毛球國際賽       | 國際系列賽 | 女子雙打 | 克里斯蒂娜·艾卡迪      | 冠軍   |
| 2009年 | 秘魯羽毛球國際賽       | 國際系列賽 | 混合雙打 | Antonio de Vinatea     | 亞軍   |
| 2009年 | 巴西羽毛球國際賽       | 未來系列賽 | 女子單打 | －                     | 亞軍   |
| 2009年 | 泛美洲羽毛球錦標賽     | 其他       | 混合團體 | －                     | 亞軍   |
| 2009年 | 泛美洲羽毛球錦標賽     | 其他       | 女子單打 | －                     | 季軍   |
| 2009年 | 泛美洲羽毛球錦標賽     | 其他       | 女子雙打 | 克里斯蒂娜·艾卡迪      | 季軍   |
| 2009年 | 聖多明哥羽毛球公開賽   | 國際系列賽 | 女子雙打 | 克里斯蒂娜·艾卡迪      | 冠軍   |
| 2009年 | 波多黎各羽毛球國際賽   | 國際挑戰賽 | 女子單打 | －                     | 準決賽 |
| 2009年 | 波多黎各羽毛球國際賽   | 國際挑戰賽 | 女子雙打 | 克里斯蒂娜·艾卡迪      | 冠軍   |
| 2010年 | 秘魯羽毛球國際賽       | 國際挑戰賽 | 女子雙打 | 克里斯蒂娜·艾卡迪      | 亞軍   |
| 2010年 | 加拿大羽毛球國際挑戰賽 | 國際挑戰賽 | 女子雙打 | 克里斯蒂娜·艾卡迪      | 準決賽 |
| 2010年 | 泛美洲羽毛球錦標賽     | 其他       | 混合團體 | －                     | 季軍   |
| 2010年 | 泛美洲羽毛球錦標賽     | 其他       | 女子雙打 | 克里斯蒂娜·艾卡迪      | 季軍   |
| 2010年 | 聖多明哥羽毛球公開賽   | 國際系列賽 | 女子單打 | －                     | 準決賽 |
| 2011年 | 紐西蘭羽毛球國際挑戰賽 | 國際挑戰賽 | 混合雙打 | 罗德里戈·帕切科·卡里略 | 準決賽 |
| 2011年 | 巴西羽毛球國際賽       | 國際挑戰賽 | 混合雙打 | 罗德里戈·帕切科·卡里略 | 準決賽 |
| 2011年 | 泛美運動會羽毛球比賽   | 其他       | 女子單打 | －                     | 銅牌   |
| 2011年 | 泛美運動會羽毛球比賽   | 其他       | 混合雙打 | 罗德里戈·帕切科·卡里略 | 銅牌   |
| 2012年 | 大溪地羽毛球國際挑戰賽 | 國際挑戰賽 | 混合雙打 | 罗德里戈·帕切科·卡里略 | 準決賽 |

| 2007-2017年 | 首要超級賽 | 超級賽 | 黃金大獎賽 | 大獎賽 | 國際挑戰賽 | 國際系列賽 | 未來系列賽 | 其他 |

| 2018-2026年 | 總決賽 | 超級1000賽 | 超級750賽 | 超級500賽 | 超級300賽 | 超級100賽 | 國際挑戰賽 | 國際系列賽 | 未來系列賽 | 其他 |

### 奧運會和世錦賽參賽紀錄
|          | 搭檔                   | 2005 | 2006 | 2007 | 2008 | 2009 | 2010 | 2011        | 2012       |
| -------- | ---------------------- | ---- | ---- | ---- | ---- | ---- | ---- | ----------- | ---------- |
| 女子單打 | －                     | 64強 | －   | 32強 | 32強 | －   | －   | －          | 小組第三名 |
|          |                        |      |      |      |      |      |      |             |            |
| 女子雙打 | 克里斯蒂娜·艾卡迪      | 32強 | 48強 | －   | －   | －   | －   | －          | －         |
|          |                        |      |      |      |      |      |      |             |            |
| 混合雙打 | 罗德里戈·帕切科·卡里略 | －   | －   | －   | －   | －   | －   | 48強 (退賽) | －         |